# هوبرت جولی
هوبرت جولی (به انگلیسی: Hubert Joly) (زاده ۱۹۵۹) کارآفرین، بازرگان و مدیر ارشد اجرایی فرانسوی است، که در حال حاضر به‌عنوان مدیر عامل اجرایی شرکت بست بای فعالیت می‌کند.